# El bienamado
El bienamado est une telenovela mexicaine diffusée entre le 23 janvier et le 4 juin 2017 sur Las Estrellas.

## Synopsis
Odorico Cienfuegos (Jesús Ochoa) est un homme politique qui remporte les élections pour la préfecture d’une petite municipalité appelée Loreto, sous la promesse de construire un nouveau cimetière. Pour obtenir ce poste, il compte sur l'aide de trois sœurs célibataires, Justina (Chantal Andere), Dulcina (Nora Salinas), Santina (Irán Castillo), avec lesquelles il mène une aventure amoureuse, sans que les autres sœurs le sachent.
Mais malgré ce conflit, le plus grand problème d'Odorico est sa fille Valeria (Mariluz Bermúdez) qui retourne en ville et tombe éperdument amoureuse de Leon Serrano (Mark Tacher), le nouveau médecin de la région. Valeria et Leon se sont rencontrés à Mexico après que Valeria eut une overdose d'alcool. Leon devient rapidement l'ennemi d'Odorico qui, obsédé par le célèbre cimetière, a rapidement besoin que quelqu'un meure. Cependant, aucun cas de décès n’a été enregistré ces derniers temps, ce qui a amené Odorico à utiliser toutes les chances qu’il a de dire à un citoyen déprimé, comme Liborio, abandonné par sa femme à plusieurs reprises, qu’il aura de grandes funérailles.

## Distribution
- Jesús Ochoa : Odorico Samperio
- Mariluz Bermúdez : Valeria Samperio
- Mark Tacher : León Serrano
- Andrés Palacios : Homero Samperio
- Nora Salinas : Dulcina Samperio
- Chantal Andere : Justina Samperio
- Irán Castillo : Santina Samperio
- Salvador Zerboni : Jairo Portela
- Alejandra Sandoval : Melissa
- Alejandra García : Tania Mendoza
- Diego de Erice : Dirceo Retana
- Fernando Ciangherotti : Genovevo Morones
- Gabriela Zamora : Paquita Patiño
- Luis Manuel Ávila : Pepón Cano
- Luis Gatica : Ambrosio Cárdenas
- Polo Morín : Jordi de Ovando
- Raquel Pankowsky : Concordia Briceño
- Roberto Romano : Alexis Cienfuegos
- Ricardo Fastlicht : Trevor
- Dayrén Chávez : Jovita
- Raquel Morell : Generosa
- Michelle Rodríguez : Estrella
- César Bono : Padre Dimas
- Reynaldo Rossano : Fidel
- Ricardo Margaleff : Juancho López
- Ricardo Silva : Liborio Galicia Ortíz
- Chao : Binicio Luna
- Memo Dorantes : Camilo
- Fernando Larragaña
- Pepe Olivares : Sortero Bermejo
- Mauricio Castillo : Quirino
- Tony Balardi : Jilguero
- José Montini : Policía Pomponio
- Diana Golden : Abigaíl de Morones
- Eduardo Rodríguez : Carrasco
- Eduardo Manzano : Don Arcadio Mendoza
- Laura Zapata : Bruna Mendoza

## Diffusion
- Las Estrellas (2017)

## Autres versions
- O Bem-Amado (Rede Globo, 1973)
- Sucupira (TVN, 1996)

### Sources
- (en) Cet article est partiellement ou en totalité issu de l’article de Wikipédia en anglais intitulé « El Bienamado » (voir la liste des auteurs).